# Solmisation
| Tone    | Tilsvarende i c-dur | Versene til Johannes |
| ------- | ------------------- | -------------------- |
| ut / do | C                   | Ut queant laxis      |
| re      | D                   | Resonare fibris      |
| mi      | E                   | Mira gestorum        |
| fa      | F                   | Famuli tuorum        |
| so      | G                   | Solve polluti        |
| la      | A                   | Labii reatum         |
| si / ti | H                   | Sancte Iohannes      |

Solmisation er den i Middelalderen benyttede metode til indøvning af de musikalske intervaller, der tilskreves Guido af Arezzo eller hans tid, og som til benævnelse af tonerne i de sekstonige heksakkorder, hvori tonesystemet var inddelt, anvendte stavelserne ut, re, mi, fa, sol, la (de såkaldte aretinske eller guidoniske stavelser), efter begyndelsesstavelserne i vers af en hymne til den hellige Johannes.
Melodien til disse vers begyndte for hver linje et
tonetrin højere. Benævnelserne var altså ikke
navnet på bestemte toner, men på de
enkelte tonetrin inden for hver heksakkord.
Oversteg en melodi nu de seks toner, og man
således måtte gå over fra den ene
heksakord til den anden, forandrede tonerne deres
navn i overensstemmelse med deres
beliggenhed i den ny heksakkord, hvorved
overgangstonen fik dobbelt navn (fx la-mi) efter
dens stilling i begge heksakorder.
Denne overgang kaldtes mutation og gav anledning
til en stor række mere og mindre spidsfindige
regler og bestemmelser, der voldte de
syngende store vanskeligheder.
Senere tilføjedes som
navn på den syvende tone benævnelsen si,
der var dannet af begyndelsesbogstaverne i
Sancte Iohannes. Andre tider forsøgte at
anvende andre stavelser som benævnelse på
tonerne, hvilket gav anledning til systemer
som bocedisation, bobisation, bebisation, damenisation osv.
I det 17. århundrede gik solmisation efterhånden af brug, men de
romanske folk bibeholdt de aretinske stavelser
som navn på tonerne, idet Italien dog
ombyttede ut med do.

- do, re, mi, fa, sol, la, si på et klaviatur
- Curwens håndtegn

## Ut queant laxis
| Et dansk forslag til oversættelse | Ut queant laxis Første vers af hymnen Er der problemer med lyden? Se da eventuelt Hjælp:Ogg Vorbis eller "Media help" (engelsk) |
|                                   | Ut queant laxis Første vers af hymnen Er der problemer med lyden? Se da eventuelt Hjælp:Ogg Vorbis eller "Media help" (engelsk) |